# Василиу, Дмитрий Георгиевич
Дми́трий Гео́ргиевич Васи́лиу (26 августа 1926, Москва — 26 ноября 2022, там же) — советский и российский сценарист. Лауреат Государственной премии СССР (1983).

## Биография
Родился в Москве. В 1944 году поступил на сценарный факультет ВГИКа, который окончил в 1949 году, в том же году поступил на Высшие сценарные курсы, год окончания — 1951.
С 1949 года сотрудничал с разными киностудиями: «Моснаучфильмом», «Мосфильмом», Свердловской киностудией, «Леннаучфильмом». В 1952 году зачислен на должность редактора на сценарных курсах.
Член Союза кинематографистов СССР (Москва). Член Союза кинематографистов Российской Федерации, член гильдии кинодраматургов.
Скончался 26 ноября 2022 года на 97-м году жизни.

## Фильмография
- 1952 — Горные реки Кабарды (совместно с Л. Рутицким)
- 1956
  - В погоне за славой (совместно с Л. Рутицким)
  - Художник Александр Иванов (совместно с А. Архангельской)
- 1957 — Московский автомобильный (совместно с Л. Рутицким)
- 1958 — Они будут играть на конкурсе
- 1959 — Человек меняет кожу (совместно с Л. Рутицким по одноимённому роману Б. Ясенского)
- 1961 — Янтарный берег (из серии «На суше и на море»)
- 1962 — Путешествие в апрель (совместно с Л. Рутицким, А. Бусуйоком)
- 1963 — Зелёное кольцо
- 1965 — Сквозь ледяную мглу
- 1969
  - В эфире — «лиса» (совместно с А. Зебиным)
  - Журавушка (по повести М. Алексеева «Хлеб — имя существительное»)
  - Загадки роста (совместно с А. Зебиным)
  - Штурм Венеры (совместно с В. Геннадиевым)[6]
- 1970
  - Сердце России (совместно с А. Капланяном)
  - Сохранившие огонь
- 1971 — Порыв
- 1972 — Схватка
- 1973
  - Двое в пути
  - Огненный берег
- 1974
  - Великое противостояние
  - Вылет задерживается (по мотивам пьесы В. Пановой)
- 1975
  - Григорий Александров и Любовь Орлова. (Страницы творческой жизни) (совместно с М. Каростиным, А. Зебиным)
  - Факт биографии
- 1977 — Это было в Коканде
- 1979 — Плавание для всех[3]
- 1980 — Незваный друг (совместно с Л. Марягиным)
- 1982
  - День рождения
  - Долгая дорога в дюнах (совместно с О. Рудневым)
- 1985
  - Долгое эхо в горах
  - Софья Ковалевская (совместно с Б. Добродеевым)
- 1992 — Тайны семьи де Граншан / De Granšānu ģimenes noslēpumi (Латвия)
- 1993
  - Раскол (совместно с Б. Добродеевым, С. Колосовым)
  - Русский роман (совместно с О. Василиу)
- 1995
  - Зов предков: Великий Туран (Алжир, Узбекистан; совместно с Г. Шермухамедовым)
  - Зов предков: Согдиана (Алжир, Узбекистан; совместно с Г. Шермухамедовым)
- 2003 — Загадки Рихарда Зорге
- 2007 — Негромкое кино Бориса Барнета

## Премии
- Государственная премия СССР (1983) — за телевизионный художественный фильм «Долгая дорога в дюнах» (1982)[7][8].